# Mosquée de Kaohsiung
La mosquée de Kaohsiung (en chinois traditionnel : 高雄清真寺 ; pinyin : Gāoxióng Qīngzhēnsì) est une mosquée sunnite située dans le district de Lingya, dans la ville de Kaohsiung, à Taïwan. C'est la deuxième mosquée construite à Taïwan après la Grande mosquée de Taipei (en).

## Histoire

### Premier établissement

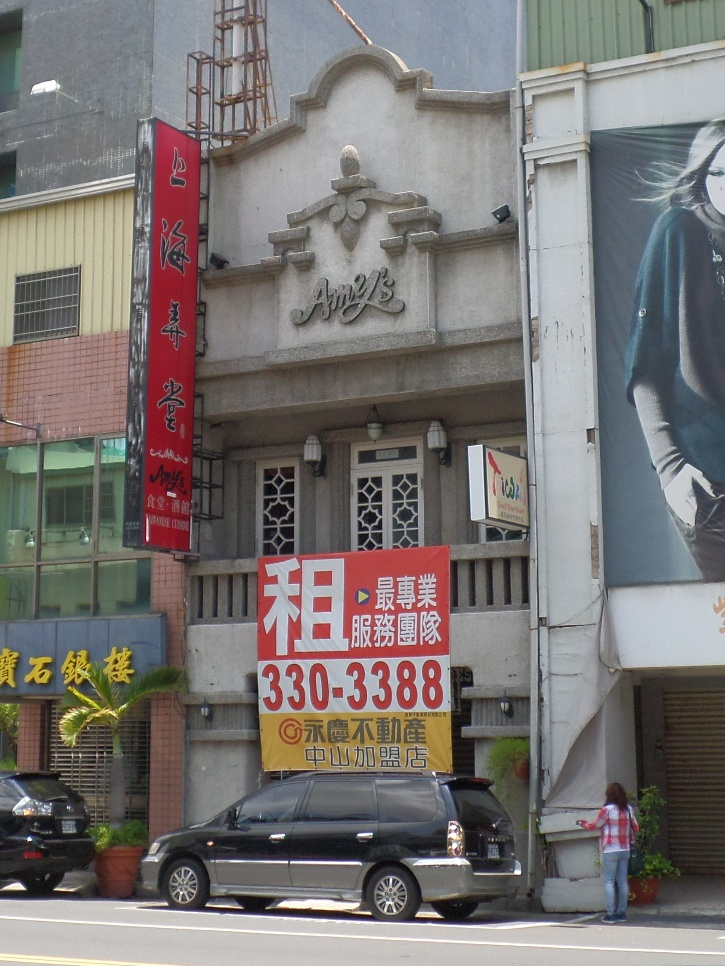
Le premier édifice ayant accueilli la mosquée de Kaohsiung

La mosquée de Kaohsiung est édifiée en 1949 par des nationalistes musulmans après leur défaite contre les communistes lors de la guerre civile chinoise. Les fonctionnaires musulmans soumettent au Guomindang leur projet de construction d'une nouvelle mosquée et initient une levée de fonds en janvier 1949. Ils louent un espace de 270 m2 au 117, 4e rue Wufu (五福四), dans le district de Yancheng et y installent la mosquée.

### Deuxième établissement
À cause du manque d'espace au 117, 4e rue Wufu, la mosquée est transférée en 1951[réf. nécessaire] dans un bâtiment japonais en bois situé au 196, 1e rue Línsēn (林森一), dans le district de Sinsing. La grande salle de prière a une superficie de 135 m2[réf. nécessaire]. Voyant croître le nombre de fidèles, les fonctionnaires musulmans lancent une levée de fonds pour la construction d'une nouvelle mosquée. En octobre 1988, le terrain de l'ancienne mosquée est vendu et l'argent obtenu est réutilisé pour le financement de la construction du nouvel établissement. Le 196, 1e rue Linsen héberge aujourd'hui le service après-vente de la firme de télécommunications FarEasTone,.

### Troisième établissement

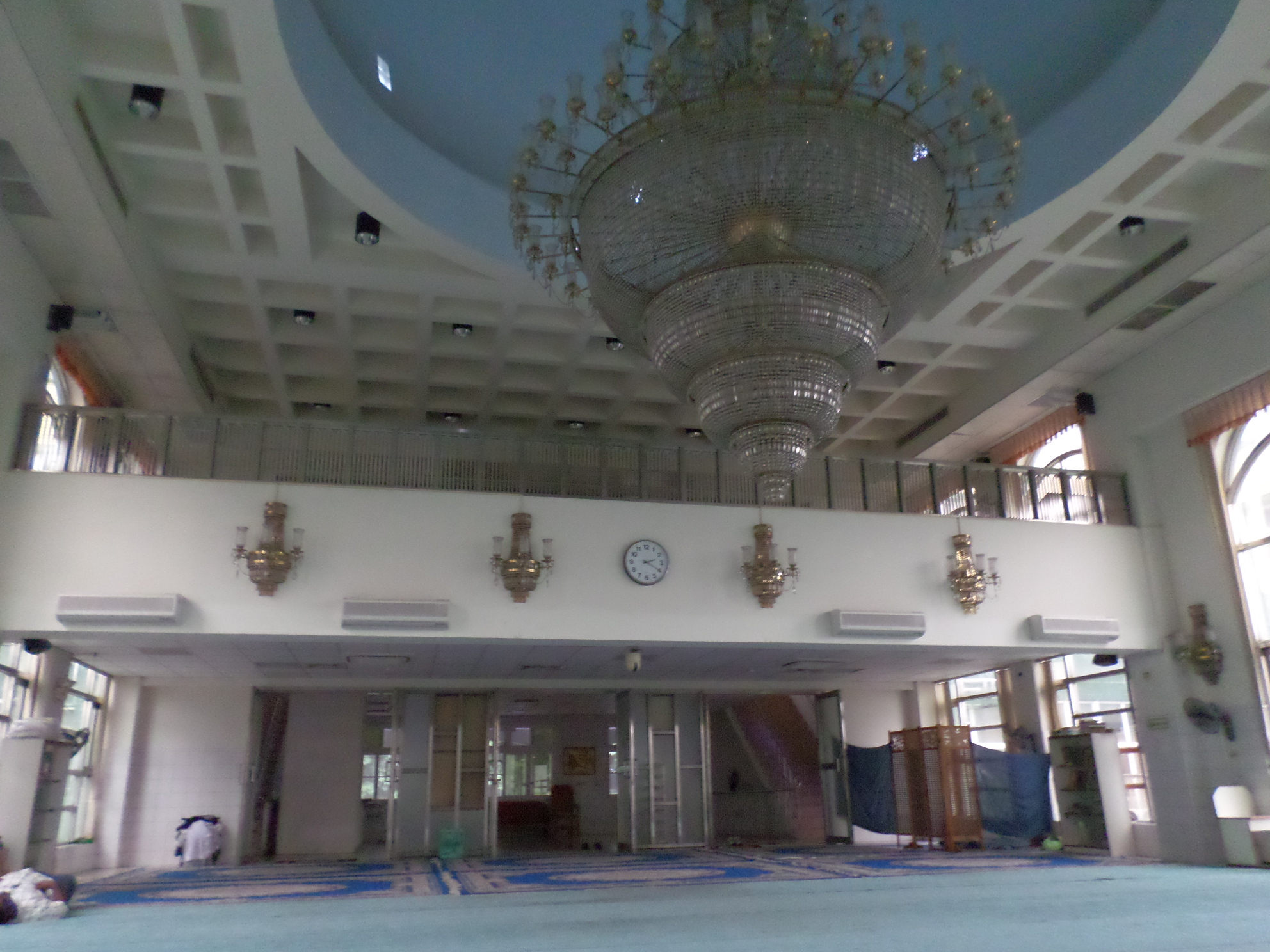
La salle de prière de l'édifice actuel

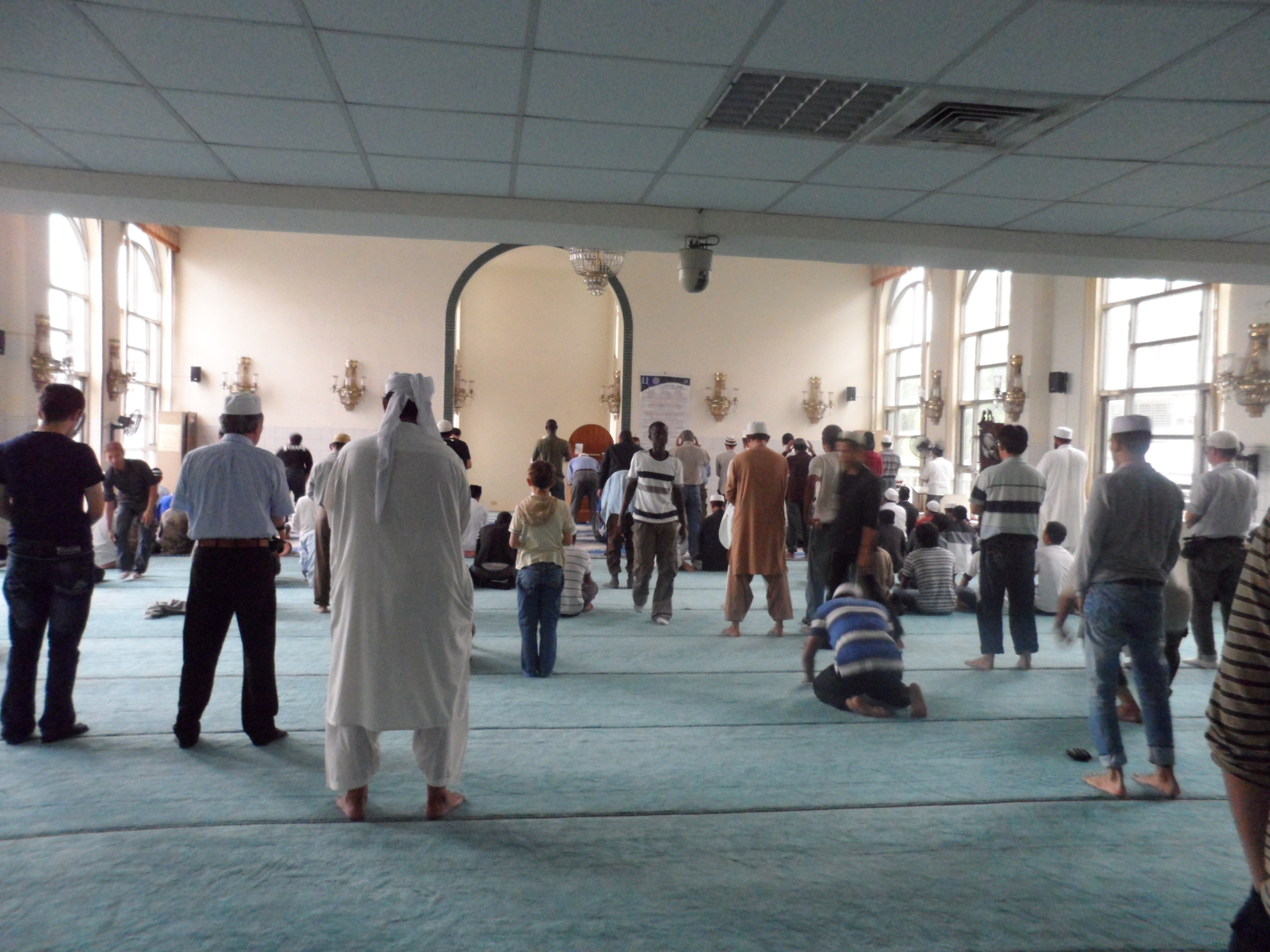
Prière du vendredi à la mosquée de Kaohsiung

En février 1990, la mosquée est transférée vers son emplacement actuel, plus spacieux et mieux équipé pour l'accueil des nouveaux fidèles. Il est situé au 11, rue Jianjun (建軍), dans le district de Lingya. Sa construction débute le 17 décembre 1990, s'achève à la fin du mois de décembre 1991 et l'établissement ouvre en avril 1992,,,. La construction du nouvel édifice coûte 1,9 million de dollars américains.

## Architecture
L'actuel établissement de la mosquée de Kaohsiung comporte trois étages et présente une importante voûte de style oriental. Les décorations de la salle de prière, des alcôves, des recoins et des éléments architecturaux de l'édifice sont basées sur celles des mosquées traditionnelles du Moyen Orient. Le bâtiment recouvre une superficie de 2 657 m2[réf. nécessaire].
Le rez-de-chaussée comprend des dortoirs masculins et féminins, une salle de prière pour femmes et un centre d'activités pour femmes. Le deuxième étage comporte la grande salle de prière, un centre d'étude de la langue arabe ainsi qu'une salle d'exposition culturelle. Le troisième étage est composé d'une salle des invités, d'un centre d'activités jeunesse, de bureaux et d'une cuisine. La mosquée possède également un bureau pour l'imam, un bureau d'administration, une bibliothèque et un compartiment dédié aux ablutions,.
À proximité de la mosquée se trouvent des restaurants halal tenus par des musulmans.

## Transports
La mosquée de Kaohsiung est accessible à pied depuis la station Weiwuying, desservie par la ligne orange (en) du métro de Kaohsiung.